# Cheval d'élevage avec guerrier

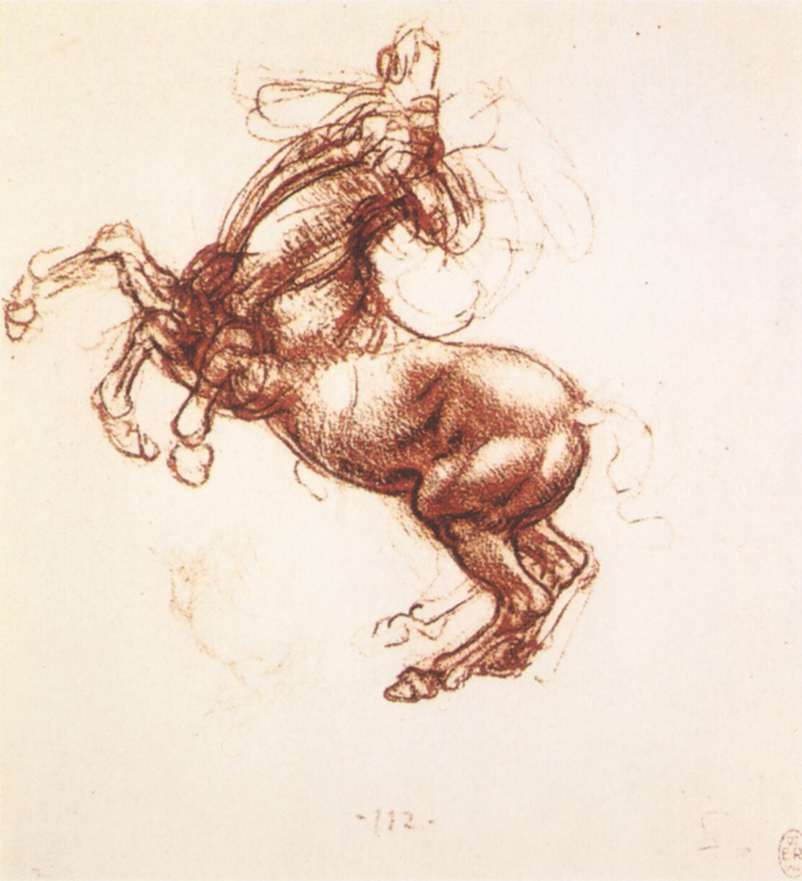
Étude d'un cheval d'élevage, Léonard de Vinci, Codex Windsor, vers 1503

Le cheval d'élevage avec guerrier ou cheval de Budapest est une sculpture en bronze, attribuée à Léonard de Vinci. Représentant François Ier de France sur un cheval destrier, elle aurait été réalisée à partir d'un modèle en argile ou en cire dans la première moitié du XVIe siècle. La sculpture se trouve dans l'exposition permanente du musée des beaux-arts de Budapest.